# Pteruthius ripleyi
A Pteruthius ripleyi a madarak osztályának verébalakúak (Passeriformes) rendjébe és a lombgébicsfélék (Vireonidae) családjába tartozó faj.

## Rendszerezése
A fajt Biswamoy Biswas indiai ornitológus írta le 1960-ban, Pteruthius validirostris ripleyi néven. Egyes szervezetek a Pteruthius aeralatus alfajaként sorolják be Pteruthius aeralatus ripleyi néven.

## Előfordulása
Ázsiában, Nepál és Pakisztán területén honos.

## Megjelenése
|  |  |  |